# Vlasatice
Vlasatice – gmina w Czechach, w powiecie Brno, w kraju południowomorawskim. 1 stycznia 2014 liczyła 837 mieszkańców.